# Gare d’Assat
Gare d'Assat – przystanek kolejowy w Assat, w departamencie Pireneje Atlantyckie, w regionie Nowa Akwitania, we Francji.
Została otwarta w 1867 przez Compagnie des chemins de fer du Midi et du Canal latéral à la Garonne. Jest przystankiem kolejowym Société nationale des chemins de fer français (SNCF), obsługiwanym przez pociągi regionalne TER Aquitaine.